# Sinfonia n. 1 (Bernstein)
La Sinfonia n. 1 di Leonard Bernstein, soprannominata Jeremiah, rappresenta il primo approccio di Bernstein con un organico orchestrale ampio.
Pubblicata nel 1942, si compone di soli tre movimenti, dei quali il terzo con mezzo-soprano che accompagna l'Orchestra cantando in lingua ebraica (questo movimento fu composto o quantomeno abbozzato già diversi anni prima, circa nel 1939).

## Genesi
La sinfonia conobbe una gestazione frenetica ed appassionante, che quasi ricorda quella della Rapsodia in blu di George Gershwin: i due movimenti iniziali, escludendo quindi il movimento finale che era già stato ampiamente costruito, furono composti e provati al pianoforte in soli dieci giorni, e fu orchestrata, con molta arguzia, in tre giorni soltanto; Bernstein lavorò difatti assiduamente giorno e notte per poter presentare questa sua prima "fatica" sinfonica al concorso musicale indetto dal New England Conservatory of Music. Fra l'altro, essendo troppo tardi per inviare per posta la Sinfonia, Bernstein in persona si recò frettolosamente a Boston per consegnare il manoscritto per il concorso, giungendo a destinazione appena due ore prima lo scadere del tempo disponibile per iscrivere le proprie composizioni (la mezzanotte del 31 dicembre 1942). Nonostante tutta la fatica spesa da Bernstein, "Jeremiah" non vinse la competizione, ma fu giudicata dai critici musicali la miglior composizione sinfonica 1943-1944. Fu lo stesso Bernstein a dirigerne la prima mondiale, il 28 gennaio 1944, sul podio della Pittsburgh Symphony Orchestra. 

## Struttura
Questi sono i tre movimenti in cui è tripartita la sinfonia:
- I. Largamente ("Prophecy")
- II.  Scherzo: Vivace con brio ("Profanation")
- III. Lento ("Lamentation"), con mezzo soprano

## Incisioni
- RCA Victor Symphony Orchestra, diretta da Leonard Bernstein, edizione fuori commercio, scaricabile gratuitamente dal sito di Cocoa ITC
- New York Philharmonic Orchestra, diretta da Leonard Bernstein, edizione datata edita da Sony e recentemente ristampata nella collana Bernstein Century. È comunque un'edizione prestigiosa per gli appassionati, perché rappresenta, insieme alla precedente, una valida alternativa a quella ormai unicamente facilmente reperibile della Deutsche Grammophon.
- Israel Philharmonic Orchestra, diretta da Leonard Bernstein. È la versione forse più famosa, edita dalla Deutsche Grammophon insieme alla Sinfonia No. 2 nella collana Original, altrimenti contenuta nel cofanetto "Bernstein conducts Bernstein". Deriva da un CD DG fuori catalogo, e prima ancora da un disco in vinile solitamente molto ambito dagli appassionati e collezionisti. Christa Ludwig, mezzo-soprano.